# Kamienica Pod Starą Szubienicą we Wrocławiu
Kamienica Pod Starą Szubienicą – kamienica na wrocławskim Rynku, na południowej pierzei Rynku, tzw. stronie Złotego Pucharu.

## Historia kamienicy i jej architektura

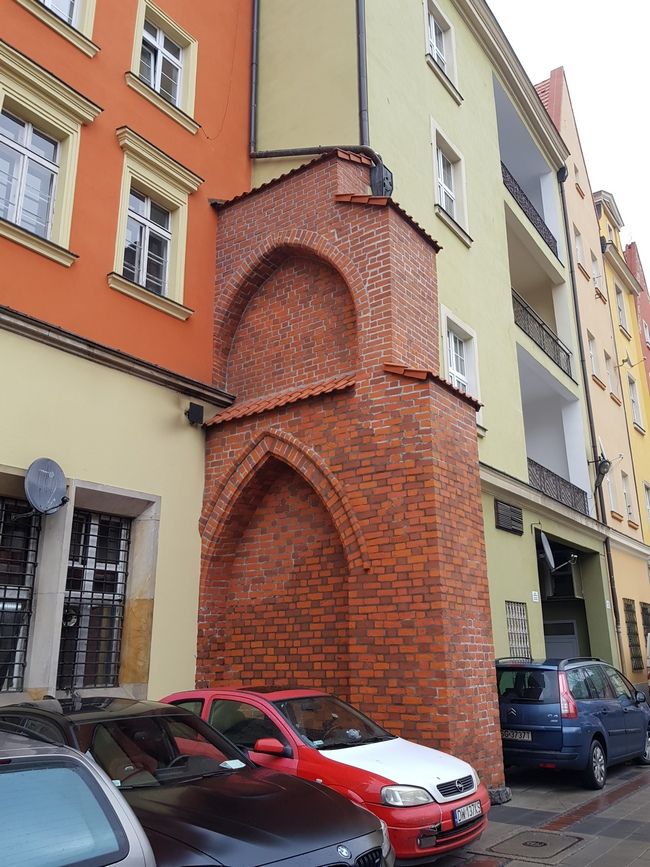
Pozostałości po wyburzonej tylnej części Kamienicy nr 19 na wrocławskim Rynku - mur średniowieczny

Kamienica swoją nazwę zawdzięcza szubienicy, która od 1515 roku stała naprzeciwko, na placu, gdzie obecnie znajduje się pomnik Aleksandra Fredry. Najwcześniejszy murowany budynek wzniesiony na parceli datowany jest na pierwszą dekadę XIV wieku. W połowie XIV wieku parcela została przycięta poprzez wytyczenie ul. Szubieniczej, przez którą prawdopodobnie, po uprzednim skazaniu, prowadzono więźniów do klasztoru franciszkanów przy kościele św. Doroty, Stanisława i Wacława. Tam otrzymywali ostatnią posługę, a następnie prowadzono ich na szafot poza mury. W kolejnym stuleciu ulicę przemianowano na ul. św. Doroty, a jej nazwa pochodziła od kościoła pod tym samym wezwaniem, do którego prowadziła. Według Zygmunta Antkowiaka podziemia kamienicy sięgały głębokości 28 metrów. 
Ówczesny budynek został wzniesiony na dwutraktowym planie z szeroką sienią od zachodniej strony i z dwoma izbami parteru od strony wschodniej z trzema polami żebrowych krzyżowych sklepień w każdej. Kamienica łączyła się z innym domem tylnym, stojącym na ul. Ofiar Oświęcimskich (niem. Junkernstrasse 81). Ówczesnym właścicielem kamienicy (w latach 1468–1497) była zamożna rodzina Krappfów, pochodząca z Bazylei. Za ich sprawą w latach między 1475 a 1492–1494, została dobudowana oficyna nad uliczką św. Doroty.
Na początku XVI wieku kamienica została podniesiona do czterech kondygnacji i uzyskała trzy dachy w układzie szczytowym. W 1554 roku przeszła gruntowną przebudowę, nadano jej renesansowy charakter. Jej właściciel, Nikolaus Beyer, w tym celu sprowadził włoskich artystów, którzy wykonali w sieni kolebkowe sklepienie z lunetami, bogate zdobienia sztukaterią oraz dekoracyjne, bogato rzeźbione portale z korynckimi kolumnami i wieńczący wejście tympanon. Ostrołuczne wejście główne ujęte zostało architektonicznym obramowaniem w porządku korynckim, a na nim umieszczono płaskorzeźby, arabeskowo-groteskowy fryz, w przyłuczach postacie Geniuszów, a pośrodku herb właściciela (w polu tarczy dzik).

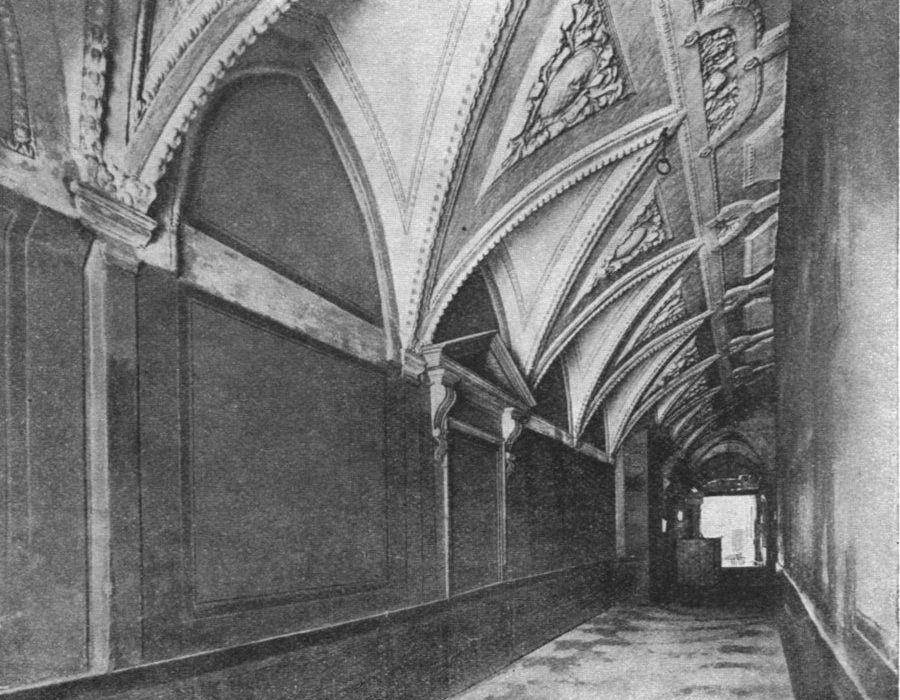
Sień w Kamienicy Pod Starą Szubienicą z bogatymi zdobieniami sztukaterią (lata ok. 1920)

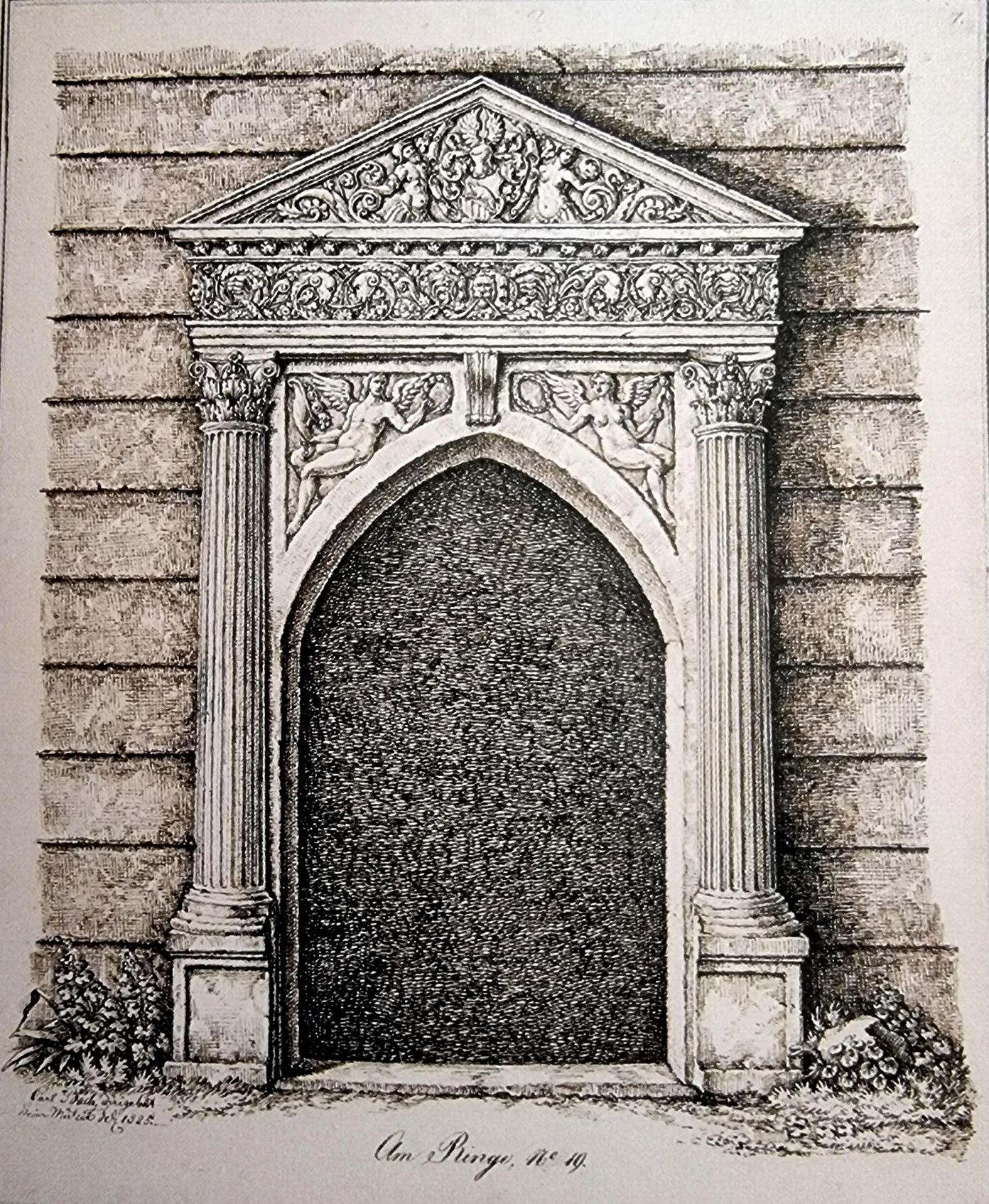
Portal wejściowy do kamienicy. Rysunek z 1825 roku, autorstwa Heinricha Mutzela

Około roku 1600 przebudowano szczyty kamienicy nadając jej manierystyczny wygląd (dokonano jej rozbudowanego podziału). W XVIII wieku fasadę budynku podzielono lizenami. W 1819 kamienica, za sprawą ówczesnych właścicieli, rodziny Kirchlerów, przeszła kolejną przebudowę.
W 1849 (lub po 1850) roku zmieniono wygląd witryn w przyziemiu, nadano im neogotycki i neorenesansowy wygląd; w 1927 roku ten sam odcinek został przerobiony i uproszczony. W trzech pierwszych dekadach XX wieku w kamienicy znajdowała się winiarnia firmy G. Blumenthal & Co (1898–1905), cukiernia Carla Franka Die Große Schöne, a w okresie wojennym piwiarnia Wrocławska Piwnica.

### Właściciele i postacie związane z kamienicą
Na przełomie wieków XIV i XV właścicielem kamienicy (do 1420) był Baltizar Beyer. W kolejnych latach jej właścicielami byli Witche Tralecz (1420–1425) i Rudel Sted wraz ze spadkowiczami (1425–1431).
W 1431 roku kamienice nabył Peter Krig (Petcze Crigk). Był on kupcem i jednym z dwudziestu czterech rajców Wrocławia, w latach 1430–1437 pełniący obowiązki w radzie i ławie. Był posiadaczem licznych majątków ziemskich i rent. Zmarł przed 1449 roku przekazując swoje dobra, w tym kamienicę nr 19, synom Petirowi, Casparowi, Malchiorowi i Nickelowi. W 1455 roku jednym z głównych właściciel posesji został kupiec Hans Leffler, ale trzy lata później kamienica ponownie wróciła w ręce jednego z synów, Melchiora. W 1460 roku ponownie właścicielem został Hans Leffler. W 1462 roku kamienica należała do córki Hansa Lefflera – Margarethy.
W 1468 roku posesja nr 19 została sprzedana Hansowi i Katarzynie Krappfom. Hans został obywatelem Wrocławia w 1463 roku. Od 1469 zasiadał na Ratuszu nieprzerwanie przez kolejne 28 lat, w tym w latach 1474–1497 jako rajca, a jednocześnie nadzorca miejskiej kasy i królewskiej mennicy. Był kupcem i właścicielem spółki handlującą z Małopolską, posiadał liczne czynsze w mieście, miał udziały w spółce górniczej. W latach 1471–1475 i 1494 był witrykiem (ekonom) kościoła Św. Elżbiety, w którym posiadał zewnętrzna kaplicę przy wieży, zwaną kaplicą Krappfa (obecnie nieistniejącą) będącą miejscem pochówków rodzinnych i Sanktuarium Męki Pańskiej. W latach 90. XV wieku był właścicielem komory w sukiennicach i posesji przy ul. Wierzbowej.
W 1554 właścicielem kamienicy był Nikolaus Beyer.
Do końca XVIII wieku kamienica była w posiadaniu barona Riedla. W 1819 roku kamienica należała do rodziny Kirchlerów
W XIX wieku kamienica była własnością kupieckiej żydowskiej rodziny Immerwahrów, handlującej głównie tekstyliami na całym świecie. Z tego rodu wywodziła się śpiewaczka operowa Ottilie Immerwahr oraz pierwsza kobieta, która otrzymała w 1900 roku tytuł doktora na Uniwersytecie Wrocławskim, Clara Immerwahr-Haber.

## Po II wojnie światowej
Podczas działań wojennych, w 1945 roku, kamienica uległa całkowitemu zniszczeniu. W latach 1953–1960 lub 1954–1955 trwały prace rekonstrukcyjne kamienicy; budynek odbudowywano w stylu renesansowo-barokowym, nawiązując do stanu z ok. 1600 roku, ale w uproszczonej formie. Do rekonstrukcji użyto cegieł żebrowych (profilowanych) i autentycznej cegły gotyckiej uzyskanej z rozbiórki. Autorami projektu byli: lwowski architekt i konserwator zabytków Wincenty Witold Rawski, bratanek architekta Wincentego Rawskiego i wrocławski architekt Waldemar Połoczanin. Kamienica została skrócona od południowej strony – obecnie na tyłach budynku widoczny jest gotycki mur, pozostałość po zniszczonej części południowej.
W kamienicy przez wiele lat znajdowała się herbaciarnia Herbowa. W latach 90. znajdował się tu lokal Can Can, następnie restauracja Cesarsko-Królewska, od 2023 znajduje się tu Pub regionalny Św. Jan, należący do sieci restauracji Enzo Muratore.